# 嚴爵
嚴爵（1988年4月23日—），本名嚴嘉宏，台灣創作歌手、音樂製作人，為前相信音樂旗下歌手及創作人。他精通爵士鋼琴、長號（伸縮喇叭）、吉他、鼓、貝斯等多項樂器，2020年代後其逐漸轉型為音樂製作人。

## 生平
嚴爵小學時隨家人移居美國，11歲開始接觸爵士樂，長大後嘗試創作。後被相信音樂挖掘並簽下。
在未發片前，唱片公司曾安排他在各大咖啡廳、書店或小型表演場所演出超過40場。曾為梁靜茹撰寫〈沒有如果〉歌詞（改寫自〈留我在身邊〉），而當時三立都會台兩部偶像劇《敗犬女王》、《下一站，幸福》配樂的製作、演奏及編曲也都是出自嚴爵之手。

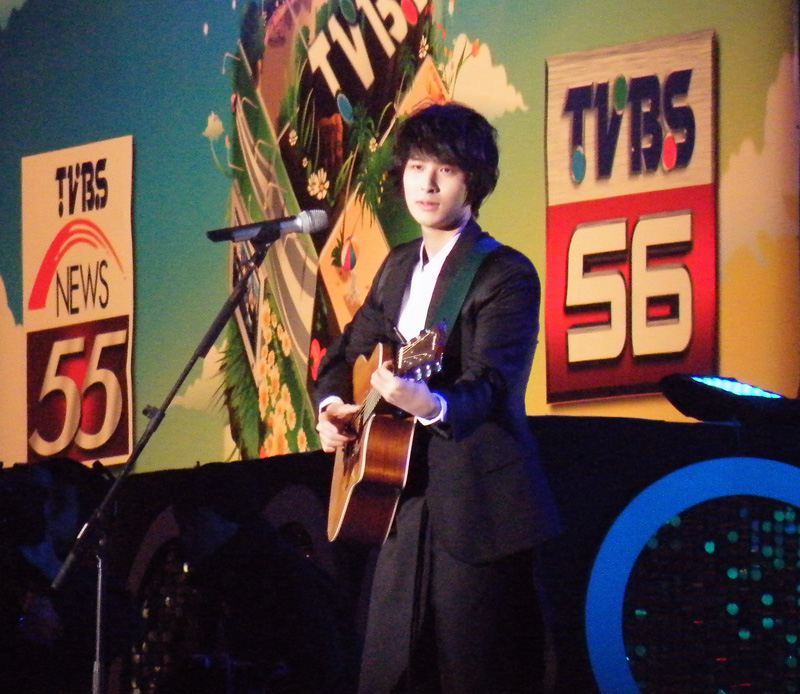
嚴爵在《2011台北最High新年城》

嚴爵首張個人專輯《謝謝你的美好》在2010年4月22日發行，整張專輯皆由他自己一手包辦作曲、作詞、編曲、製作、鍵盤及演唱。同年7月18日，在台大體育館舉行個人首場大型演唱會「先知先爵『無限美好版』演唱會」。嚴爵的首張專輯於隔年入圍第22屆金曲獎最佳新人獎。2011年5月27日，發行第二張專輯個人創作專輯《不孤獨》。同年8月27日，在台北國際會議中心舉辦「沒有你怎麼辦」個人首場大型售票演唱會。2013年首次在台北小巨蛋開個人專場演唱會，也為當時小巨蛋開個唱中最年輕的歌手。
2017年，嚴爵與相信音樂不再續約，暫時放下歌手身分，回美國留學進修服裝設計，並創立「Equal Ego」服飾品牌。Equal Ego每季一半的收入都捐獻給失親兒福利基金會，雖不是公益品牌，卻秉持著回饋社會的正面精神。期間也擔任失親兒福利基金會公益大使，擔任失親兒福利基金會星願學苑導師，協助孩子們完成音樂夢想。除進修服裝設計外，也選修攝影、打光技巧並外接案子，像是汽車代理商等的廣告，累積不少拍攝經驗。
2020年2月回到台灣創立音樂廠牌/經紀公司鮪魚肚影音，簽下的藝人包含王敏淳、我們OURS（陳華、林言奕）及黃新峰等。

## 感情生活
2021年4月16日，嚴爵宣布已在3月14日（白色情人節）與圈外女友Jessie結婚。

## 爭議

### 編曲抄襲爭議
2009年1月4日：《沒有如果》一曲疑似抄襲事件。三立都會台偶像劇《敗犬女王》第一集首次播出《沒有如果》此歌曲時，畫面顯示「詞曲—嚴爵、編曲—嚴爵 朱敬然、演唱者—梁靜茹」。播出當下即有網友發現《沒有如果》旋律跟日本歌手青山黛瑪演唱的《留我在身邊》極為類似。經網友不斷轉載此訊息，在2009年1月6日蘋果日報報導了此事件，內容提到相信音樂執行長陳勇志認定是取樣，事先已主動希望徵求日本原創者的授權同意。2009年1月9日《沒有如果》MV電視首播時，已經更正為OC/OA soulja，2009年1月16日梁靜茹專輯發行也已經更正為OC/OA:Soulja。目前查詢中華音樂著作權協會之華語作品檢索結果，原作品名稱項目為SOBANI IRUNE FEAT SOULJA，作詞與作曲項目皆為SOULJA，而改作詞項目則為嚴爵，作詞與作曲權利來源為UNIVERSAL MUSIC PUBLISHING LTD TAIWAN。

### 《現代藝術》消費知名藝術家爭議
嚴爵在2015年推出《現代藝術》一曲，在音樂影片中高唱「Contemporary Art」，被網友罵慘，因為「Contemporary Art」是專有名詞「當代藝術」之意，並非「現代藝術」。台北藝術大學副教授王俊傑3日在臉書痛批：「現今華文流行音樂水準低落可見一斑，既沒知識更沒常識。」並發動網友抵制嚴爵的MV。藝術家林宏信則透過臉書表示，這首歌「讓人反感」，連現代藝術跟當代藝術都搞不懂，完全不用功的態度，「汙辱了創作歌手之名」，呼籲大家共同抵制。
「UCCU - Creators United 」粉絲團更進一步指出嚴爵消費世界知名藝術家，如馬塞爾·杜象、雷內·馬格利特、村上隆、草間彌生、蜷川實花、安迪·沃荷、艾未未等數十位創作者，同首歌拍成第二隻MV，「絕大多數藝術家是賭著生命在創作的，不到潦倒也距離財務獨立很遠」，「不和本土創作人合作，卻選擇用這種方法去羞辱他們。只能說畫虎不成反類犬」。而對於網友的質疑，他在臉書粉絲專頁解釋道：「在當代，我就是現代藝術家，不浪費時間，不浪費金錢，不消費你，也不要你道歉，網友有些評論，只更反映出，歌詞想描述的，謝謝你們的真實」。不過這似乎無法平息網友的批評聲音，再度發了一篇文章，他以即興創作的歌曲「藝術式回嗆」，強調自己純粹歌曲創作，不是畫家，沒有評論繪畫，「沒有試圖扭曲 Contemporary Music，這是我的歌曲 謝謝你的收聽，Modern？ Post Modern？我又不是畫家，不懂你們氣啥，MV很幽默，你們很嚴肅。」更直接點出對網友的不滿：「我玩我的音樂，你們太多廢話。」

## 音樂作品

### 錄音室專輯
- 《謝謝你的美好》(2010)
- 《不孤獨》(2011)
- 《單細胞》 (2012)
- 《好的情人》 (2013)
- 《一直給》 (2015)
- 《現代藝術》 (2015)
- 《Doesn't Matter》 (2017)
- 《C-lofi 1》 (2020)

### 電視原聲帶EP專輯
- 《我和我的四个男人原声EP》 (2017)

### 現場專輯
- 《先知先爵無限美好版演唱會Live DVD》 (2010)
- 《沒有你怎麼辦演唱會LIVE全紀錄》 (2012)

### 詞曲創作

#### 2009年
- 丁噹、五月天阿信 - 花火（編）
- 梁靜茹 - 沒有如果（詞、編、Rap）
- 梁靜茹 - 愛情之所以為愛情（編）
- 偶像劇《敗犬女王》全劇配樂
- 偶像劇《下一站，幸福》全劇配樂

#### 2010年
- 偶像劇《倪亞達》全劇配樂

#### 2011年
- 丁噹 - 最後一次寂寞（曲、詞）
- 丁噹 - 未來的情人（曲、詞）
- 丁噹 - 偷偷的愛（曲、詞、編、Rap）
- 丁噹、何潤東 - 明年情人節（曲）
- 張惠妹 - 他們（曲）

#### 2012年
- Dream Girls - 愛情微波爐（曲、詞）
- MP魔幻力量 - 天機（Feat. 鋼琴）
- 丁噹 - 一個人不可能（曲、詞）
- 梁靜茹 - 至少愛（曲、詞、編）
- 家家 - 分開的常理（曲、詞、編）
- 家家 - 花火祭（編、Rap）
- 胡鴻鈞 - 幸福（曲，改編）

#### 2013年
- 五月天、嚴爵 - 潔癖（曲、詞、編、監）
- 楊宗緯 - 無邪（曲）

#### 2014年
- 家家 - 睡衣party（曲）
- MP魔幻力量 - Rock Zombie（詞）
- 蕭敬騰 - 放開（曲）

#### 2015年
- 古巨基 - 承擔（曲）

#### 2024年
- 林宥嘉 - 一家人相親相愛（編、監）

#### 2025年
- 林宥嘉 - 新郎（編、監）

### 演唱會
大型演唱會
| 舉行日期       | 演唱會名稱                                    | 地點                  |
| 2010年7月18日  | 先知先爵「無限美好版」演唱會                  | 台大體育館            |
| 2010年8月14日  | 「Super Slippa - 超犀利趴」演唱會             | 台北小巨蛋            |
| 2010年8月21日  | 「宅客愛地球」演唱會                          | 台大綜合體育館        |
| 2011年10月15日 | 「Super Slippa part 2 - 超犀利趴 趴吐」演唱會 | 世運主場館            |
| 2012年12月22日 | 2012新北市歡樂耶誕城 樂夜耶誕演唱會           | 新北市市民廣場        |
| 2013年2月3日   | 「我相信」演唱會                              | 台北小巨蛋            |
| 2013年7月27日  | 「鋼鐵情人 Piano Man」演唱會                  | 台北小巨蛋            |
| 2013年11月2日  | 「草的力量」演唱會                            | 台大綜合體育館        |
| 2014年5月25日  | 「我相信」演唱會                              | 紅磡香港體育館 (紅館) |
| 2014年7月18日  | 超犀利趴5「爵家情人」演唱會                   | 松山文創園區          |
| 2014年8月2日   | 超犀利趴5「爵家情人」演唱會                   | 松山文創園區          |
| 2014年12月6日  | 2014新北市歡樂耶誕城 樂夜耶誕演唱會           | 新北市市民廣場        |
| 2015年8月15日  | 超犀利趴6 犀利啥小趴「5嚴6爵」演唱會          | 松山文創園區一號倉庫  |
| 2016年7月30日  | 超犀利趴7 STAR STAGE「嚴爵+爵隊」演唱會       | 南港展覽館            |

| 名稱               | 日期          | 所在地 | 場館                       | 備註 |
| ------------------ | ------------- | ------ | -------------------------- | ---- |
| 沒有你怎麼辦演唱會 | 2011年8月27日 | 台北市 | 台北國際會議中心           |      |
| 沒有你怎麼辦演唱會 | 2012年3月16日 | 香港   | 九龍灣國際展貿中心（九展） |      |

| 名稱           | 日期          | 所在地 | 場館                       | 備註 |
| -------------- | ------------- | ------ | -------------------------- | ---- |
| 鋼鐵情人演唱會 | 2013年7月27日 | 台北市 | 台北小巨蛋                 |      |
| 鋼鐵情人演唱會 | 2013年8月30日 | 香港   | 九龍灣國際展貿中心（九展） |      |
| 鋼鐵情人演唱會 | 2014年1月25日 | 新加坡 | 新加坡室內體育館           |      |

| 名稱                      | 日期          | 所在地 | 場館                       | 備註 |
| ------------------------- | ------------- | ------ | -------------------------- | ---- |
| thanksgiving 一直給演唱會 | 2015年8月21日 | 香港   | 九龍灣國際展貿中心（九展） |      |
| thanksgiving 一直給演唱會 | 2013年8月30日 | 中国   | 廣州中央車站展演中心       |      |

## 代言作品
| 年份   | 名稱                                 |
| ------ | ------------------------------------ |
| 2010年 | YAMAHA台灣音樂代言人                 |
| 2010年 | 戒菸活動代言人                       |
| 2010年 | 知名台灣服裝品牌gozo代言人           |
| 2011年 | The Body Shop天然茶樹淨膚系列 代言人 |
| 2011年 | UNIQLO 年度代言人                    |
| 2012年 | Promax 休閒機能包 代言人             |
| 2012年 | The Body Shop天然茶樹淨膚系列 代言人 |
| 2013年 | Promax 休閒機能包 代言人             |
| 2013年 | The Body Shop天然茶樹淨膚系列 代言人 |
| 2013年 | 小林眼鏡 代言人                      |
| 2014年 | 小林眼鏡 代言人                      |

## 影視作品

### 廣告
- 2011年：衛生署宣導廣告《洗手CF》對決篇
- 2012年：全家便利商店愛情微電影《健康快樂在一起》
- 2013年：高雄市政府《高雄不思議》城市行銷廣告
- 2013年：代言可口可樂廣告
- 2013年：嚴爵鋼鐵情人小巨蛋演唱會CF π版
- 2013年：各路天王推薦！五月天、豬哥亮、嚴爵要你鎖定《飛越龍門客棧》
- 2013年：嚴爵《好的情人》專輯CF
- 2013年：旺福樂團親友團「嚴爵」推薦「旺得福」專輯
- 2013年：2月3日下午6點「我相信演唱會」YouTube Live直播
- 2013年：五月天阿信 x MP魔幻力量 x 嚴爵 携手洩露《天機：富春山居圖》6月12日 智勇無價
- 2014年：小林眼鏡NIKKEN代言人

### 電影
- 2012年：微電影《康健霓小姐的愛情微電影》 飾 吳海培
- 2013年：電影 《渦輪方程式》配音 Turbo（蝸寶）
- 2015年：電影 《五月一號》

### 電視劇
| 年分   | 播出頻道         | 劇名             | 角色                               | 性質       |
| ------ | ---------------- | ---------------- | ---------------------------------- | ---------- |
| 2014年 | 華視、TVBS歡樂台 | A咖的路          | 嚴爵(出現在介紹周書宇MV裡的推薦人) | 客串       |
| 2017年 | 台視、東森綜合台 | 我和我的四個男人 | 唐在勤                             | 第二男主角 |

## MV演出
- 2011年：丁噹《偷偷的愛》
- 2012年：舒米恩《約翰淑敏》
- 2012年：Magic Power魔幻力量《天機》（鋼琴伴奏）
- 2013年：家家《分開的常理》

## 獎項

### 大型頒獎禮獎項
| 年份 | 獎項 |
| ---- | --- |
| 2010 | - 中華音樂人交流協會 - 2010年度十大優良單曲獎 - 香港新城電台國語力頒獎禮 - 國語新勢力歌手獎 - 第16届新加坡金曲獎 - 優秀新人獎 - 香港Yahoo!奇摩搜尋人氣大獎 - 創作新人獎 - 第3屆中國音樂風雲榜新人盛典 - 年度最佳唱作新人獎 - 第10屆中國全球華語歌曲排行榜 - 年度二十大金曲獎(謝謝你的美好)、最受歡迎新人獎 - 北京流行音樂典禮 - 最佳創作新人獎 - 中國年度新城勁爆頒獎禮 - 新城勁爆新登場海外歌手獎 - 台灣Yahoo!奇摩搜尋人氣大獎 - 創作新人獎 |
| 2011 | - 第6屆台灣KKBOX風雲榜 - 年度新進創作專輯獎(謝謝你的美好) - MusicRadio中國TOP排行榜 - 年度傳媒推薦歌手獎 - 第1屆全球流行音樂金榜 - 最佳新人銀獎 - 第11屆中國華語音樂傳媒大獎 - 最佳國語男新人獎(愛就是咖哩《謝謝你的美好》) - 香港新城電台國語力頒獎禮 - 國語力歌曲獎、國語力創作歌手獎 - 第17届新加坡金曲獎 - 最佳創作歌手獎(不孤獨)、年度新勢力歌手獎                                                                                      |
| 2012 | - 第7届台灣KKBOX數位音樂風雲榜 - 傳媒推薦最佳創作歌手獎 - 第3屆馬來西亞My Astro至尊流行榜頒獎典禮 - 至尊創作歌手獎、至尊金曲獎《好的事情》 |
| 2013 | - 第8届台灣KKBOX數位音樂風雲榜 - 傳媒推薦最佳創作歌手獎 - 2013 Hito流行音樂獎－最受歡迎創作歌手 |
| 2014 | - 第9届台灣KKBOX數位音樂風雲榜 -十大風雲歌手獎 |

## 外部連結
- 嚴爵的Facebook專頁
- 嚴爵的Instagram帳戶
- 嚴爵的新浪微博
- 嚴爵（Yen-j）的爵式人生痞客邦（页面存档备份，存于）
- 香港索尼音樂官方網站[永久]
- 相信音樂官方網站